# Erica sexfaria
Erica sexfaria är en ljungväxtart som beskrevs av William Aiton. Erica sexfaria ingår i släktet klockljungssläktet, och familjen ljungväxter. Inga underarter finns listade i Catalogue of Life.